# Jiamusi
Jiamusi (en chino, 佳木斯; pinyin, Jiāmùsī) es una ciudad-prefectura en la provincia de Heilongjiang, en la República Popular China, situada en la ribera del curso medio e inferior del río Songhua. En 2007 había en Jiamusi un PIB de 34,1 mil millones de yuanes, con un crecimiento del 14,3 %. El 26 de julio de 2006 el distrito Yonghong (永红 区) se fusionó con el distrito Jiao (郊区). La ciudad ocupa una superficie total de 31 528 km², y su área per cápita es de 21,9 mu (1 mu = 1/15 ha) más del doble del promedio nacional, 2 500 000 ha.

## Administración
La ciudad prefectura de Jiamusi se divide en 10 localidades que se administran en 4 distritos urbanos, 2 ciudad suburbana y 4 condados rurales.
- Distrito Qianjin (前进区)
- Distrito Xiangyang (向阳区)
- Distrito Dongfeng (东风区)
- Distrito Jiao (郊区)
- Ciudad Tongjiang (同江市)
- Ciudad Fujin (富锦市)
- Condado Huanan (桦南县)
- Condado Huachuan (桦川县)
- Condado Tangyuan (汤原县)
- Condado Fuyuan (抚远县)

## Toponimia
La ciudad fue inicialmente llamada Giyamusi （甲母克寺 Jiǎmǔk'sì / 嘉木寺  jiāmùsì） por los Hezhen durante el periodo Kangxi. La palabra Giyamusi significa "posada" en manchú, debido al difícil clima.
En registros, Jiamusi estaba una vez en un antiguo camino postal desde el río Songhua hasta el río Heilongjiang, según esta interpretación, significaría "estación postal" . El nombre completo registrado por la dinastía Qing (1720)  en chino es Giyamusi Gashan (甲母克寺 噶珊) donde Gashan es una palabra manchú para villa y Giyamusi para "estación postal", en 1778 se registró el topónimo como "Giyamusi Tun" , tún (屯) significa "villa" en chino, por lo que esta vez fue traducido Gashan. 

## Historia

Mapa del ferrocarril Transiberiano donde sale a la derecha Jiamusi

Fue habitado por el grupo étnico sushen, antepasados de los actuales grupos manchú. No hay registro exacto del origen de Jiamusi. No fue sino hasta el siglo XX que se convirtió en la ciudad activa que es ahora.
Hace unos 50 años, Jiamusi fue una vasta extensión de desierto. Más tarde, después de su construcción llevada a cabo por gente común y soldados, el desierto árido se transformó en tierra fértil. Sanjiang ahora simplemente es una base comercial clave a nivel nacional para la producción de granos, así como para el desarrollo integral de la agricultura.
Después de la fundación de la República Popular China en 1949, con el surgimiento de numerosas fábricas, Jiamusi fue transformada de una ciudad pequeña en la región fronteriza con una base industrial relativamente alta, en una ciudad en desarrollo industrial. Contiene la fábrica de papel más grande del país. Además, es productora de alimentos, maquinaría, papel, materiales de construcción y productos químicos.fuente no fiable
En 1989, Jiamusi fue aprobado por China como un puerto abierto a Rusia.fuente no fiable
Los productos de exportación, incluidos los granos, aceite, los textiles y productos químicos, se venden a Japón, países de Asia, EE. UU., Alemania y otros - en total a más de 50 países y regiones.
En 2001, la suma de las exportaciones e importaciones superó los 100 millones de dólares.fuente no fiable

## Clima
Jiamusi se encuentra en el curso inferior del río Songhua, en la llanura formada por los ríos Songhua, Heilongjiang y Wusuli. Su terreno es plano y bajo. Jiamusi tiene un clima templado frío continental monzónico con una temperatura anual promedio de 3 °C. La temperatura se eleva gradualmente cuando llegan los meses de verano, y disminuye gradualmente después. Las temperaturas suelen ser más altas en julio, el intenso frío del invierno es en noviembre, y la primavera llega en torno a marzo. La temperatura media entre abril y octubre es por encima de 1 °C.
| Parámetros climáticos promedio de Jiamusi | Parámetros climáticos promedio de Jiamusi | Parámetros climáticos promedio de Jiamusi | Parámetros climáticos promedio de Jiamusi | Parámetros climáticos promedio de Jiamusi | Parámetros climáticos promedio de Jiamusi | Parámetros climáticos promedio de Jiamusi | Parámetros climáticos promedio de Jiamusi | Parámetros climáticos promedio de Jiamusi | Parámetros climáticos promedio de Jiamusi | Parámetros climáticos promedio de Jiamusi | Parámetros climáticos promedio de Jiamusi | Parámetros climáticos promedio de Jiamusi | Parámetros climáticos promedio de Jiamusi |
| Mes                                       | Ene.                                      | Feb.                                      | Mar.                                      | Abr.                                      | May.                                      | Jun.                                      | Jul.                                      | Ago.                                      | Sep.                                      | Oct.                                      | Nov.                                      | Dic.                                      | Anual                                     |
| ----------------------------------------- | ----------------------------------------- | ----------------------------------------- | ----------------------------------------- | ----------------------------------------- | ----------------------------------------- | ----------------------------------------- | ----------------------------------------- | ----------------------------------------- | ----------------------------------------- | ----------------------------------------- | ----------------------------------------- | ----------------------------------------- | ----------------------------------------- |
| Temp. máx. abs. (°C)                      | 1.8                                       | 9.8                                       | 20.2                                      | 29.2                                      | 33.5                                      | 35.4                                      | 38.1                                      | 35.8                                      | 30.8                                      | 26.1                                      | 15.1                                      | 5.0                                       | '                                         |
| Temp. máx. media (°C)                     | −12.7                                     | −7.3                                      | 1.5                                       | 12.7                                      | 20.4                                      | 25.0                                      | 27.6                                      | 25.8                                      | 20.1                                      | 11.2                                      | −0.8                                      | −10.5                                     | 9.4                                       |
| Temp. media (°C)                          | -18.5                                     | -13.9                                     | -4.3                                      | 6.2                                       | 13.9                                      | 19.3                                      | 22.5                                      | 20.5                                      | 14.0                                      | 5.3                                       | -6.0                                      | -15.6                                     | 3.6                                       |
| Temp. mín. media (°C)                     | −24.0                                     | −20.2                                     | −10.7                                     | −0.2                                      | 7.2                                       | 13.9                                      | 17.7                                      | 15.8                                      | 8.3                                       | −0.2                                      | −10.8                                     | −20.4                                     | −1.97                                     |
| Temp. mín. abs. (°C)                      | -39.5                                     | -35.2                                     | -35.2                                     | -11.9                                     | -6.0                                      | 3.8                                       | 8.7                                       | 5.4                                       | -3.2                                      | -17.0                                     | -28.4                                     | -34.5                                     | '                                         |
| Precipitación total (mm)                  | 3.7                                       | 5.0                                       | 9.4                                       | 21.1                                      | 46.3                                      | 91.4                                      | 104.0                                     | 122.2                                     | 61.4                                      | 33.6                                      | 10.0                                      | 8.4                                       | 516.5                                     |
| Días de precipitaciones (≥ 0.1 mm)        | 5.8                                       | 5.1                                       | 5.7                                       | 7.7                                       | 11.3                                      | 13.4                                      | 12.7                                      | 13.8                                      | 11.1                                      | 8.7                                       | 5.8                                       | 7.2                                       | 108.3                                     |
| Fuente: Weather China                     |                                           |                                           |                                           |                                           |                                           |                                           |                                           |                                           |                                           |                                           |                                           |                                           |                                           |

## Ciudades hermanadas
-Nivel nacional
- Kunshan, Suzhou.
- Zhangzhou.

-Nivel internacional
- Nirasaki, Prefectura de Yamanashi, Japón.
- Komsomolsk del Amur, Rusia.
- Shoalhaven, Nueva Gales del Sur, Australia.
- Avellino, Campania, Italia.
- Donghae, Corea del Sur.